# Champ Car Series 1982
De Champ Car Series 1982 was het vierde CART kampioenschap dat gehouden werd tussen 1979 en 2007. Het werd gewonnen door Rick Mears. De race op het circuit van Indianapolis werd gewonnen door Gordon Johncock, maar deze race telde dat jaar niet mee voor het CART kampioenschap.

## Races
|    | Datum        | Circuit                         | Winnaar         | Tweede          | Derde             | Pole position   |
| 1  | 28 maart     | Phoenix International Raceway   | Rick Mears      | Mario Andretti  | Kevin Cogan       | Rick Mears      |
| 2  | 1 mei        | Atlanta Motor Speedway          | Rick Mears      | Gordon Johncock | Danny Sullivan    | Rick Mears      |
| 3  | 13 juni      | Milwaukee Mile                  | Gordon Johncock | A.J. Foyt       | Rick Mears        | Gordon Johncock |
| 4  | 4 juli       | Cleveland                       | Bobby Rahal     | Mario Andretti  | Al Unser Sr.      | Kevin Cogan     |
| 5  | 18 juli      | Michigan International Speedway | Gordon Johncock | Mario Andretti  | Bobby Rahal       | Rick Mears      |
| 6  | 1 augustus   | Milwaukee Mile                  | Tom Sneva       | Bobby Rahal     | Mario Andretti    | Rick Mears      |
| 7  | 15 augustus  | Pocono Raceway                  | Rick Mears      | Kevin Cogan     | Bobby Rahal       | Rick Mears      |
| 8  | 29 augustus  | Riverside International Raceway | Rick Mears      | Tom Sneva       | Johnny Rutherford | Kevin Cogan     |
| 9  | 19 september | Road America                    | Héctor Rebaque  | Al Unser Sr.    | Bobby Rahal       | Rick Mears      |
| 10 | 26 september | Michigan International Speedway | Bobby Rahal     | Mario Andretti  | Geoff Brabham     | Rick Mears      |
| 11 | 6 november   | Phoenix International Raceway   | Tom Sneva       | Rick Mears      | Mario Andretti    | Rick Mears      |

## Eindrangschikking (Top 10)
| Rank | Rijder                | Ptn |
| ---- | --------------------- | --- |
| 1.   | Rick Mears            | 294 |
| 2.   | Bobby Rahal           | 242 |
| 3.   | Mario Andretti        | 188 |
| 4.   | Gordon Johncock       | 186 |
| 5.   | Tom Sneva             | 144 |
| 6.   | Kevin Cogan           | 136 |
| 7.   | Al Unser Sr.          | 125 |
| 8.   | Geoff Brabham         | 110 |
| 9.   | Roger Mears           | 103 |
| 10.  | Tony Bettenhausen Jr. | 80  |

1979 · 
1980 ·
1981 ·
1982 ·
1983 ·
1984 ·
1985 ·
1986 ·
1987 ·
1988 ·
1989 ·
1990 ·
1991 ·
1992 ·
1993 ·
1994 ·
1995 ·
1996 ·
1997 ·
1998 ·
1999 ·
2000 ·
2001 ·
2002 ·
2003 ·
2004 ·
2005 ·
2006 ·
2007